# Duke of Bedford

Wappen der Dukes of Bedford (fünfter Verleihung)

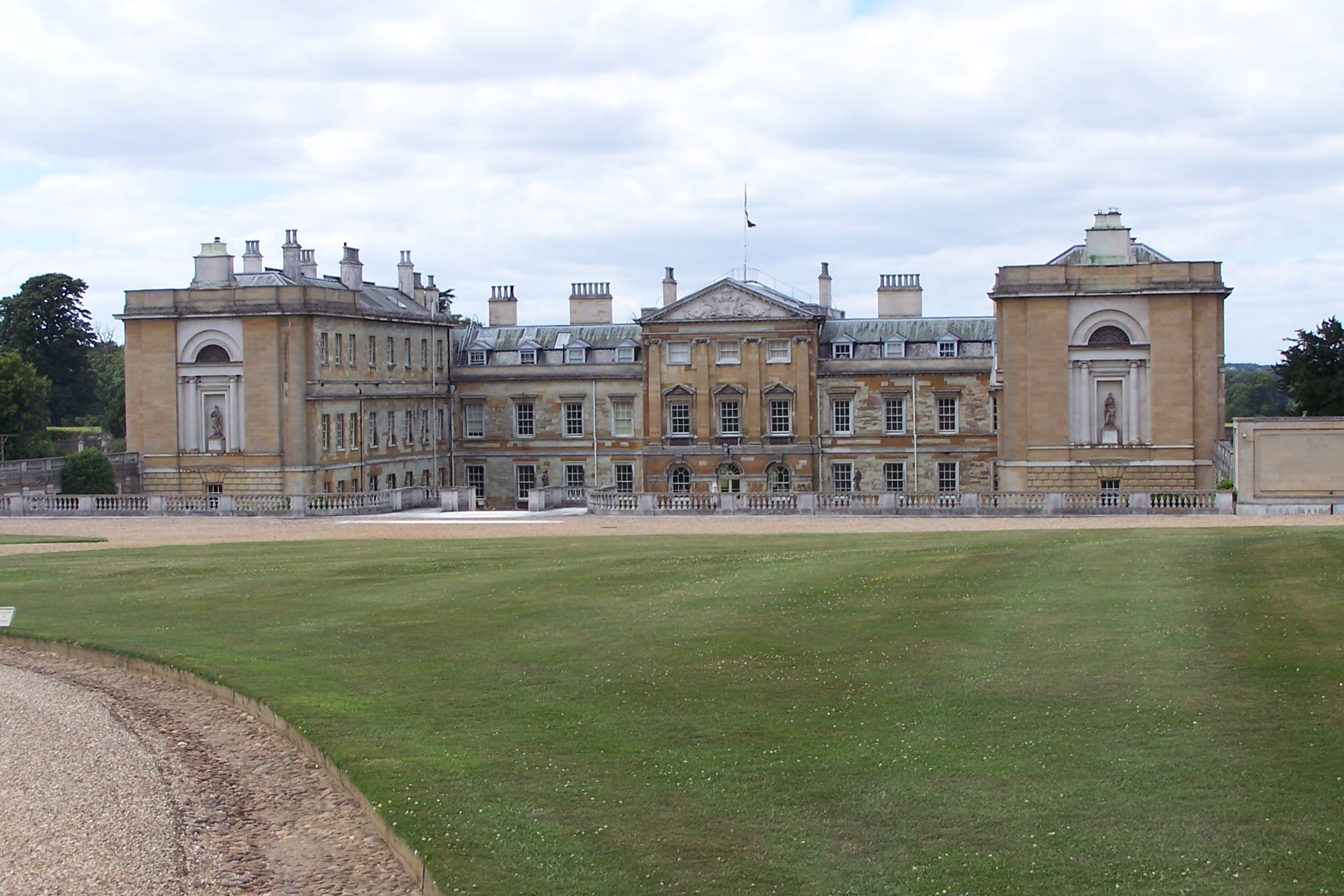
Woburn Abbey

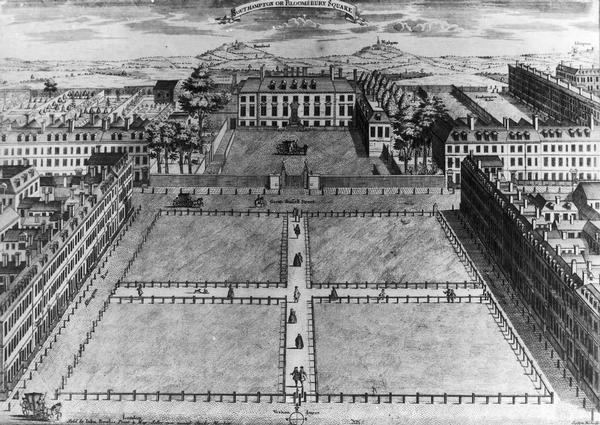
Bedford House (um 1725)

Duke of Bedford ist ein erblicher britischer Adelstitel, der fünfmal in der Peerage of England verliehen wurde. Der Titel ist nach dem Ort Bedford in England benannt.
Der Familiensitz der heutigen Dukes ist Woburn Abbey bei Milton Keynes in Buckinghamshire; bis 1918 besaßen sie auch das Bedford House in London.

## Verleihungen
Erstmals wurde der Titel am 16. Mai 1414 an John of Lancaster, den dritten Sohn König Heinrichs IV. und späteren Regenten Frankreichs, verliehen. Zusammen mit der Dukewürde wurde ihm der nachgeordnete Titel Earl of Kendal sowie am 24. November 1414 auch der Titel Earl of Richmond verliehen. Da er kinderlos blieb, erloschen die Titel bei seinem Tod am 14. September 1435.
Am 5. Januar 1470 wurde der Titel von König Eduard IV. an George Neville, den einzigen und noch minderjährigen Sohn des John Neville, 1. Marquess of Montagu und Neffen des Richard Neville (genannt Warwick der Königsmacher), verliehen. Er sollte damals mit Eduards Tochter Elizabeth of York verlobt werden, doch dazu kam es nicht. Sein Onkel und Vater starben in der Schlacht von Barnet 1471, nachdem sie sich gegen Eduard IV. erhoben und auf die Seite König Heinrichs VI. gestellt hatten. Dem jungen Duke wurden die Güter seines Vaters vorenthalten und noch bevor er die Volljährigkeit erreichte, wurde ihm, angesichts seiner Mittellosigkeit, auch der Duketitel wieder aberkannt. Er starb kinderlos 1483.
1478 wurde der Titel in dritter Verleihung Prinz George, dem drittgeborenen Sohn König Eduards IV. verliehen, erlosch aber bereits im März 1479, als dieser im Alter von zwei Jahren starb.
In vierter Verleihung wurde der Titel am 27. Oktober 1485 an Jasper Tudor, 1. Earl of Pembroke, den Onkel König Heinrichs VII., verliehen. Er war bereits 1452 zum Earl of Pembroke erhoben worden. Da er keine Söhne hatte, erloschen die Titel bei seinem Tod am 21. Dezember 1495.
In fünfter Verleihung wurde der Titel am 11. Mai 1694 für William Russell, 5. Earl of Bedford, neu geschaffen. Während der Glorious Revolution hatte er den Thronanspruch von Wilhelm III. und Maria II. unterstützt. Zusammen mit der Dukewürde wurde ihm der nachgeordnete Titel Marquess of Tavistock verliehen. Am 13. Juni 1695 wurde er zudem zum Baron Howland, of Streatham in the County of Surrey ernannt. Bereits 1641 hatte er von seinem Vater die Titel 5. Earl of Bedford (1550), 5. Baron Russell (1539) und 3. Baron Russell of Thornhaugh (1603) geerbt. Der älteste Sohn des jeweiligen Dukes führt als Heir apparent den Höflichkeitstitel Marquess of Tavistock.

## Liste der Dukes of Bedford

### Duke of Bedford, erste Verleihung (1414)
- John of Lancaster, 1. Duke of Bedford (1389–1435)

### Duke of Bedford, zweite Verleihung (1470)
- George Neville, 1. Duke of Bedford (1457–1483) (Titel entzogen 1477)

### Duke of Bedford, dritte Verleihung (1478)
- George Plantagenet, 1. Duke of Bedford (1477–1479)

### Duke of Bedford, vierte Verleihung (1485)
- Jasper Tudor, 1. Duke of Bedford (1431–1495)

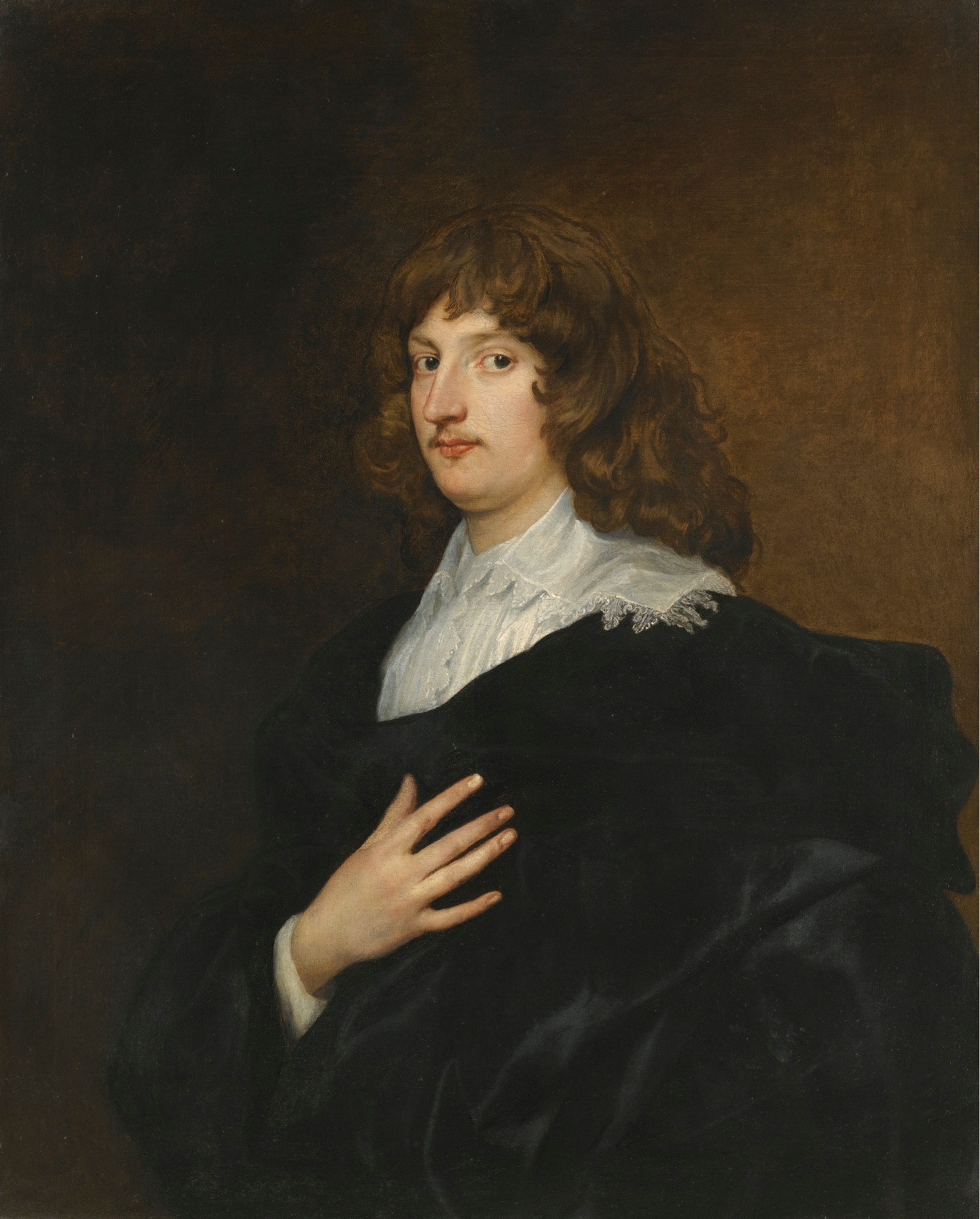
William Russell, 1. Duke of Bedford

### Duke of Bedford, fünfte Verleihung (1694)
- William Russell, 1. Duke of Bedford (1616–1700)
- Wriothesley Russell, 2. Duke of Bedford (1680–1711)
- Wriothesley Russell, 3. Duke of Bedford (1708–1732)
- John Russell, 4. Duke of Bedford (1710–1771)
- Francis Russell, 5. Duke of Bedford (1765–1802)
- John Russell, 6. Duke of Bedford (1766–1839)
- Francis Russell, 7. Duke of Bedford (1788–1861)
- William Russell, 8. Duke of Bedford (1809–1872)
- Francis Russell, 9. Duke of Bedford (1819–1891)
- George Russell, 10. Duke of Bedford (1852–1893)
- Herbrand Russell, 11. Duke of Bedford (1858–1940)
- Hastings Russell, 12. Duke of Bedford (1888–1953)
- John Russell, 13. Duke of Bedford (1917–2002)
- Robin Russell, 14. Duke of Bedford (1940–2003)
- Andrew Russell, 15. Duke of Bedford (* 1962)

Titelerbe (Heir apparent) ist der Sohn des aktuellen Titelinhabers Henry Russell, Marquess of Tavistock (* 2005).